# Nao Hibino
Nao Hibino (日比野 菜緒, Hibino Nao, nascuda el 28 de novembre de 1994) és una jugadora de tennis japonesa professional, actualment la número 2 del Japó. A nivell mundial actualment és la número 75 a individuals i la 105 en dobles.

## Carrera
Va debutar a la WTA a l'Open Femení de 2014.
L'any 2015 va participar en el seu primer Grand Slam, el US Open, on fa perdre a la primera ronda classificatòria davant l'Anna Tatishvili.

## Finals de la WTA

### Individuals: 1 (1 títol)
| Llegenda                            |
| ----------------------------------- |
| Tornejos Grand Slam (0–0)           |
| Campionats de la WTA (0–0)          |
| Premier Mandatory & Premier 5 (0–0) |
| Premier (0–0)                       |
| Internacional (1–0)                 |

| Finals per superfície |
| --------------------- |
| Dura (1–0)            |
| Terra batuda (0–0)    |
| Herba (0–0)           |
| Artificial (0–0)      |

| Resultat   | No. | Data           | Torneig                              | Superfície | Adversari en final | Puntuació en final |
| ---------- | --- | -------------- | ------------------------------------ | ---------- | ------------------ | ------------------ |
| Guanyadora | 1.  | 3 octubre 2015 | Tashkent Obert, Taixkent, Uzbekistan | Dura       | Donna Vekić        | 6–2, 6–2           |

## Finals del circuit de l'ITF
| 100,000$ tornejos |
| 75,000$ tornejos  |
| 50,000$ tornejos  |
| 25,000$ tornejos  |
| 10,000$ tornejos  |

### Finals individuals: 10 (7–3)
| Resultat   | No. | Data             | Torneig             | Superfície     | Adversari          | Puntuació     |
| ---------- | --- | ---------------- | ------------------- | -------------- | ------------------ | ------------- |
| Guanyadora | 1.  | 11 juny 2012     | Tòquio, Japó        | Dura           | Mari Tanaka        | 6–0, 6–2      |
| Guanyadora | 2.  | 24 juny 2012     | Mie, Japó           | Herba          | Yurina Koshino     | 6–2, 0–6, 6–3 |
| Guanyadora | 3.  | 15 setembre 2012 | Kyoto, Japó         | Artificial (i) | Yuuki Tanaka       | 6–4, 2–6, 6–2 |
| Guanyadora | 4.  | 1 setembre 2013  | Tsukuba, Japó       | Dura           | Erika Sema         | 6–4, 7–6(7–2) |
| Finalista  | 5.  | 15 juny 2014     | Fergana, Uzbekistan | Dura           | Nigina Abduraimova | 3–6, 4–6      |
| Finalista  | 6.  | 10 maig 2015     | Fukuoka, Japó       | Herba          | Kristýna Plíšková  | 5–7, 4–6      |
| Guanyadora | 7.  | 17 maig 2015     | Kurume, Japó        | Herba          | Eri Hozumi         | 6–3, 6–1      |
| Guanyadora | 8.  | 19 juliol 2015   | Stockton, EUA       | Dura           | Un-Sophie Mestach  | 6–1, 7–6(8–6) |
| Guanyadora | 9.  | 2 agost 2015     | Lexington, EUA      | Dura           | Samantha Crawford  | 6–2, 6–1      |
| Finalista  | 10. | 21 novembre 2015 | Tòquio, Japó        | Dura           | Zhang Shuai        | 4–6, 1–6      |

### Finals de dobles: 8 (4–4)
| 100,000$ tornejos |
| 75,000$ tornejos  |
| 50,000$ tornejos  |
| 25,000$ tornejos  |
| 15,000 tornejos   |
| 10,000$ tornejos  |

| Resultat   | No. | Data             | Torneig               | Superfície     | Soci               | Adversaris                                | Puntuació         |
| ---------- | --- | ---------------- | --------------------- | -------------- | ------------------ | ----------------------------------------- | ----------------- |
| Guanyadora | 1.  | 15 setembre 2012 | Kyoto, Japó           | Artificial (i) | Emi Mutaguchi      | Miyu Kato Misaki Mori                     | 6–4, 6–3          |
| Finalista  | 2.  | 5 maig 2013      | Gifu, Japó            | Dura           | Riko Sawayanagi    | Luksika Kumkhum Erika Sema                | 4–6, 3–6          |
| Guanyadora | 3.  | 20 maig 2013     | Goyang, Corea del Sud | Dura           | Akiko Omae         | Yoo Mi Han Na-lae                         | 6–4, 6–4          |
| Finalista  | 4.  | 15 juny 2014     | Fergana, Uzbekistan   | Dura           | Prarthana Thombare | Hiroko Kuwata Mari Tanaka                 | 1–6, 4–6          |
| Guanyadora | 5.  | 4 abril 2015     | Bangkok, Tailàndia    | Dura           | Miyu Kato          | Miyabi Inoue Akiko Omae                   | 6–4, 6–2          |
| Finalista  | 6.  | 11 abril 2015    | Ahmedabad, India      | Dura           | Prarthana Thombare | Peangtarn Plipuech Nungnadda Wannasuk     | 3–6, 6–2, [10–12] |
| Finalista  | 7.  | 26 juliol 2015   | Sacramento, EUA       | Dura           | Emily Webley-Smith | Ashley Weinhold Caitlin Whoriskey         | 4–6, 6–3, [12–14] |
| Guanyadora | 8.  | 2 agost 2015     | Lexington, EUA        | Dura           | Emily Webley-Smith | Nicha Lertpitaksinchai Peangtarn Plipuech | 6–2, 6–2          |

| Posició de Final de l'any |
| ------------------------- |
| 2012 578                  |
| 2013 291                  |
| 2014 207                  |
| 2015 78                   |